# Elgin-Franklin (gisement)
Elgin-Franklin est un champ de gaz producteur de gaz à condensats situé en mer du Nord, à environ 240 km à l'est d'Aberdeen. 

Découvert et exploré dans les années 1985-1991, il fait depuis l'objet d'une exploitation par trois plates-formes offshore et une quatrième plate-forme est envisagée. 
Ce champ présente des particularités extrêmes ; Il fait partie des champs dits « HP/HT », c'est-à-dire  « haute pression/haute température » en raison de conditions inhabituellement rencontrées dans le monde pétrolier ; profondeur de 6 100 mètres, température de 197 à plus de 200 °C et pression de 1 155 bars,.
Ce champ gazier produit un gaz riche en H2S, très acide et hautement corrosif (« Sour and Acid Gas »), qui doit faire l'objet d'une désulfuration sur place. Ce gaz contient aussi de la paraffine et, parmi divers contaminants métalliques, du mercure, ainsi que du plomb et du zinc (qui quand le gaz refroidit ou est détendu cristallisent en sulfure source d’un « tartre exotique » qui peut bloquer des vannes et qui est particulièrement difficile à nettoyer).

## Capacité de production, production
La « capacité de pointe » de la totalité du champ d'Elgin/Franklin a été estimée à 280 000 bep/j (barils équivalent pétrole par jour), répartie en 175 000 barils par jour de condensats d'une part, et 15,5 millions de mètres cubes de gaz par jour d'autre part.
Fin 2011, Les champs d'Elgin et de Franklin (gisement de West Franklin inclus) produisaient en moyenne 140 000 bep/j. Ce chiffre peut être comparé à la production moyenne du groupe Total au Royaume-Uni de 169 000 bep/j (cette même fin d'année 2011) ; la seconde zone la plus productrice pour Total au Royaume-Uni étant le champ d'Alwyn situé plus au nord, en mer du Nord.
La fuite accidentelle de 2012 a causé une diminution de production pour Total au Royaume-Uni de 230 000 bep/jour.
Rappel : 1 baril = 159 litres

## Dénominations des réservoirs et du champ
- Le nom « Franklin » a été donné au réservoir qu'il dénomme par la compagnie Ultramar qui l'a découvert en 1985. Il fait référence à l’explorateur anglais Sir John Franklin ;
- Le nom d’ « Elgin » a été associé au second champ par Elf Aquitaine ; il vient de la ville écossaise d’Elgin, située à la même latitude ;
- Le champ satellite de « Glenelg » est ainsi nommé d’après la ville écossaise de Glenelg (Highland).

## Caractéristiques géologiques
Ce « champ » gazier est en fait constitué de deux « gisements»  adjacents (dits « Elgin » et « Franklin ») et d'un troisième champ « périphérique » a priori moins important. 
Le centre de chacun de ces trois réservoirs n’est séparé que de quelques kilomètres des autres. 
Les trois réservoirs aujourd'hui exploités sont :
- Le réservoir de Franklin (principal réservoir de ce gisement) date de l'Oxfordien (160 millions d'années). Il est situé à 5 500 mètres de profondeur. Le gaz y est piégé dans un grès à 20 % de porosité. Il représente une réserve de 21 milliards de mètres cubes de gaz, et 12 millions de tonnes de condensats de pétrole[14] ;
- Le réservoir Elgin, découvert en 1991, date de la même période. Il est divisé par des failles. Il représente une réserve de 18 milliards de mètres cubes de gaz, et 18 millions de tonnes de condensats de pétrole[14] ;
- Le réservoir de Glenelg .

L'ensemble du champ est en surpression par rapport aux pressions - déjà élevées - normalement enregistrées à cette profondeur (environ 500 bars en excès).

### Origine géologique des hydrocarbures d'Elgin
Les hydrocarbures gazeux de ce champ proviennent probablement d'hydrocarbures présents dans des schistes et charbons situés sous le gisement. Ces hydrocarbures se sont probablement formés à partir de sédiments qui se sont accumulés au Jurassique moyen et au supérieur. 
Lors de la formation du rift de la mer du Nord, et du graben central de la mer du Nord (Graben inversé, propice à la formation de pétrole et gaz), alors que le fond marin s'enfonçait, ces hydrocarbures ont été peu à peu piégés par des schistes du Jurassique supérieur et des marnes du Crétacé inférieur.

## Exploitation

### Cadre légal
L'exploitation se fait en Zone OSPAR, en Europe et au Royaume-Uni. Elle doit donc respecter le droit international (ex : Droit du travail, Droit de la mer, Convention OSPAR, etc.), le droit européen et disposer des autorisations imposées par la législation anglaise (EIA Regulations, qui implique notamment une évaluation environnementale des risques dans le cadre de l'étude d'impact préalable à l'autorisation, dans le cadre de l' Offshore Petroleum Production and Pipe-lines regulation . Au Royaume-Uni l'évaluation se fait par champ gazier ou pétrolier, chacun devant faire l'objet d'un « Plan de développement de champ » ("field development plan" ou FDP portant notamment sur la construction et gestion des infrastructures matérielles telles que plate-forme, pipe-line, gazoduc, etc.) . Une législation particulière porte sur les installations de combustion ou incinération en mer et toute autre source de combustion (moteurs, turbines…) ; hors-torchage, lequel fait l'objet de recommandations). L'exploitant doit évaluer et limiter les émissions de certains polluants. Ces données sont disponibles pour le public dans le cadre de la convention d'Aarhus et des directives européennes qui les déclinent.

### Préparation de l'exploitation
Dans les conditions extrêmes de ce gisement, en profondeur, la plupart des capteurs habituellement utilisés lors du forage deviennent inutilisables. 
La partie profonde des forages se fait donc en aveugle. Les responsables des forages sont guidés par un programme informatique créé sur la base de modèles eux-mêmes « calés » sur les carottages et sondages et les données de prospection sismique. Ils sont aussi informés sur les couches géologiques traversées par l'analyse des boues remontant dans le puits. Les puits doivent aussi résister aux variations de pression rencontrées au passage de certaines couches imperméables profondes, ce que permet une bonne gestion des boues de forage.
- Modélisation : Des modèles géochimiques, géomécaniques et géologiques spécifiques ont été nécessaires pour préparer l'exploration puis l'exploitation de ce champ profond. Ils visaient à mieux comprendre les caractéristiques géophysiques, géochimiques de ce champ[21] très complexe et faillé, afin notamment de mieux prévoir le comportement des réservoirs face à la redistribution des contraintes à l'intérieur et autour du réservoir, en tenant compte des glissements de faille réactivés associés, et afin de garantir l'intégrité des tubages de puits[22]. Ils visaient aussi à évaluer la fluidité des condensats et leur cinétique en approchant les propriétés rhéologiques et de rétention de la « roche magasin »[21]. Ils visaient aussi à comprendre comment le gaz s'y est peu à peu accumulé, et quelle était sa genèse (l'hypothèse retenue est qu'il proviendrait du craquage in situ de charbon ou pétrole antérieurement formé puis exposé à de fortes pressions et températures[21], car une composition inattendue du gaz avait été révélée par les premiers sondages[21] (explications données dans le paragraphe consacré à la géologie du gisement)
- Assistance informatique : Les opérations de forage ont été préparées et assistées par un programme informatique spécialement conçu ;
- Fluide de forage : Un « boue synthétique de forage » spéciale a été spécialement créée pour ce champ gazier[23]. Les caractéristiques rhéologiques de ce fluide de forage devaient en effet être adaptées aux pressions et températures inhabituellement élevées dans les forages (en profondeur). 
Ce fluide (« n-alkane synthetic-base mud ou SBM ») a été testé en laboratoire avant d'être utilisé. C'est une sorte de gel d'eau saturé en formiate de césium) conçu pour rester stable à haute température, sous différentes pressions. Il est aussi conçu pour supporter de brusques variations de pression ou de température, et pour rester apte à toujours  contenir la tendance à l'affaissement du substrat de barytine même lors d’arrêts du forage ; sans provoquer de surpression (ERC) risquant d’endommager les parois du conduit foré dans la roche[23],[24],[25].
- Sécurité : La Conception et la fabrication des vannes d'arrêt d'urgence (ESDVs), les plus grosses jamais faites au monde, a pris près de cinq ans et il a fallu rapidement mettre au point un système de désentartrage, en raison de la formation d’un « tartre exotique » riche en zinc et en plomb, cristallisant sous forme de sulfures, là où l’on attendait du carbonate de calcium ou des cristallisations de NaCl plus faciles à gérer. Un puits a néanmoins dû être provisoirement fermé en raison d’une vanne de sécurité endommagée par ce tartre[7].

### Opérations de forage
L'installation du forage d'Elgin a débuté en 1997. La production d’abord prévue en 2000 a finalement débuté en 2001. Le temps de forage d'un puits dans cette zone dépasse généralement 6 mois. Straight From the Expert - Eric Cassé  (Interview with Eric Cassé. Drilling & Well Operations Manager, Europe/Americas/Central Asia. Consulté), publié sur Youtube le  6 avril 2012 par Total-Elgin.
Conformément aux prévisions des modèles informatiques, la pression durant les opérations de forage a varié de 650 bars à 1 100 bars à partir d’une zone de transition, assez fine, située à la base du Crétacé supérieur.
Les forages se sont cependant bien déroulés, grâce notamment au fluide de forage qui a joué un rôle-clé.
les 10 premiers puits ont ainsi été forés à partir de la plate-forme d'Elgin, cinq drainant les hydrocarbures du champ d'Elgin, et cinq autres drainant le champ de Franklin. 
Ces puits ont été forés à près de 6 000 mètres (le gisement est accessible à partir de 5 750 m pour le gisement West-Franklin selon Total)  et avec un angle compris entre 0 et 37°, terminés avec 30 jours d'avance sur le programme.

### Production
La production nominale est de 5.5 millions de mètres cubes de gaz et 9 000 tonnes de condensats par jour pour Elgin et 7 millions de mètres cubes de gaz et 6 000 tonnes de condensats par jour pour Franklin.

### Les acteurs (propriétaires et/ou exploitants)
Ce champ gazier est exploité par un consortium :
| Compagnies                                     | participation                          | Notes ou remarques |
| ---------------------------------------------- | -------------------------------------- | --- |
| Total via Elf puis sa filiale Total E&P UK Ltd | 35,78 % initialement (passé à 46,2 %*) | Total est l'opérateur sur site (anciennement Elf). Il est le propriétaire majoritaire via l'EFOG (Elgin Franklin Oil & Gas), coentreprise créée pour exploiter le champ Elgin-Franklin. |
| ENI                                            | 21,87 %                                | |
| BG Group                                       | 14,11 %                                | |
| GDF Suez                                       | 10,39 %                                | via l'EFOG |
| E.ON Ruhrgas                                   | 5,2 %                                  | |
| ExxonMobil                                     | 4,375 %                                | |
| Chevron                                        | 3,9 %                                  | anciennement Texaco |
| Dyas UK Limited                                | 2,1875 %                               | |
| Oranje-Nassau (U.K.) Limited                   | 2,1875 %                               | |

- E.F. Oil and Gas Limited (EFOG) était une compagnie détenue à 77,5 % par Elf Exploration UK Limited et à 22,5 % par GDF Suez. Depuis Total a pris le contrôle de la totalité d'EFOG en achetant (590 millions d'euros) la participation de GDF Suez dans les champs d'Elgin et Franklin[8]. Total, via l'EFOG qu'il détient maintenant à 100 % possède donc en 2012 46,2 % des parts de ce champ gazier.

## Infrastructures techniques
L’ensemble de ces trois champs forment le plus grand projet réalisé dans le monde d’exploitation profonde et le projet le plus couteux offshore réalisé depuis 20 ans sur le plateau continental anglais ».
Deux plates-formes ancrées à 93 mètres au-dessus du fond marin (soit 2 m de plus que la hauteur du 1er étage de la Tour Eiffel) exploitent ces  deux premiers champs. 
La plate forme d'Elgin est elle-même directement reliée à une troisième plate-forme, véritable usine offhsore (dite « PUQ » ), plus grosse et lourde que les plates-formes. Elle est dédiée au raffinage du gaz et des condensats de gaz. Cette usine dispose d’une capacité de 97 lits. Elle est équipée de 4 canots de sauvetage pouvant accueillir chacun 42 personnes.

## Fuite de gaz de mars 2012
Une fuite de très grand débit s'est déclarée le 26 mars 2012 sur une plate-forme de production appartenant à la société Total, qui prend la décision d'évacuer la plate-forme le jour même. La fuite génère un nuage d'hydrocarbures visible à plus de 10 km et la société Shell fait évacuer partiellement sa plateforme Shearwater située à 6,5 km,.

## Prospective
Une seconde phase d'exploitation est prévue par le consortium pour le sous-réservoir “West Franklin”. Elle inclut 3 puits supplémentaires et une nouvelle plate-forme offshore, selon un Plan "West Franklin Phase II development" approuvé en novembre 2010. Ce plan prévoyait un début de production « espéré » fin 2013).
Quelques centaines de mètres plus bas, à plus de 6 000 mètres de profondeur, d’autres hydrocarbures « non conventionnels » pourraient être présents, à des « températures proches de 300 °C et des pressions de plus de 1 500 bars qui nécessitent le développement de nouvelles techniques et outils de forage et la qualification de nouveaux matériaux pouvant supporter l’enfer des puits profonds sur de longues périodes de temps ». Total a présenté les champs d'hydrocarbures offshore de la mer du Nord comme un lieu de R&D qui servira au développement potentiel d'autres champs profonds découverts par l'entreprise (Victoria en mer du nord, Incahuasi et Itau en Bolivie, et  Maharaja Lela/Jamalulalam à Brunei) .